# Rozenite
La rozenite è un minerale appartenente al gruppo della rozenite.